# チャルーン・ラッタナクル・セリルーングリット
- ラッタナクン
- ラタナクン

- セーリーロンリット
- セーリールンリット
- セリー・ルンリット
- セリ・ロアンリット

チャルーン・ラッタナクル・セリルーングリット（タイ語: จรูญ รัตนกุล เสรีเริงฤทธิ์、タイ語発音: [t͡ɕàruːn ráttànákun sěːriːrɤːŋrít]、タイ語ラテン翻字: Charun Rattanakun Seriroengrit、1895年（仏暦2438年）10月27日 - 1983年（仏暦2526年）7月19日）は、タイの軍人、政治家である。プレーク・ピブーンソンクラーム政権下で商務大臣、運輸大臣などを務めた。

## 経歴
プラナコーン県（現バンコク）プラナコーン区出身。父はチット・ラッタナクン大尉、母はチュエン・ラッタナクン。大尉であった絶対君主制の時代、官位「ルワン」および欽錫名「セリルーングリット」を得る。1932年の立憲革命後、人民党に加入。同年、第1信号大隊大隊長（～33年）。
その後、大佐になり、1936年2月1日、タイ国有鉄道長官となる。日中戦争開戦後、タイ米の輸出を担っていた華僑が日本への輸出を拒んだため、1938年12月5日、パオ・ピアンラート・ボリパンユッタキット経済相の指示でシャムライスカンパニーが創設されると、同役員に就任。1939年9月6日、経済副大臣（～1941年9月26日）として第1次ピブーン内閣に本格的に参加、第9回タイ内閣閣議に参加。
1940年9月、ピプーン内閣の対ラオス工作のため、自身の腹心でルアンパバーン王朝の血を引くサワイ・サワイサニャコーン少佐をノーンカーイ県副知事に登用させる。
少将であった1940年12月、ブラファ軍（東部軍、司令官：マンコーン・プロムヨーティー中将）副司令官に任命され対仏国境紛争を指揮。停戦後の1941年9月26日、国防副大臣に任ぜられる（プロムヨーティー中将との2人体制）。12月5日、日本軍が接近するとピブーン首相、陸軍司令官のチラ・ウィチットソンクラーム中将、クアン・アパイウォン（不参加とも）とシソポンの部隊のちバタンバン県の視察に赴く。
1942年2月、中将に昇進し、3月7日、第2次ピブーン内閣運輸大臣兼経済大臣（同年商務大臣と改称）に就任、第10回タイ内閣閣議に参加。しかしわずか2か月後の5月5日、クアン・アパイウォンに運輸大臣の座を譲り（商務大臣は9月8日まで継続）、同年5月10日に編成されたパヤップ軍（西北軍の意、日本軍はタイ国外征軍と呼称）司令官に着任。ビルマの戦いではイギリス領ビルマのシャン州に進攻し、5月26日にケントゥンを占領、雲南省国境まで迫るも雨期のため断念した。占領したシャン州は統一源タイ領を称した。9月に商務大臣から再び運輸大臣に転任し、1944年8月のピブーン内閣総辞職まで務めた。
セーニー・プラーモート政権下の1944年10月10日に成立した戦争犯罪人法適用によりピブーンとともに逮捕されたが、プリーディー・パノムヨン政権下で1946年4月に戦争犯罪人法を無効とする最高裁判決が下され釈放される。国家貿易会社のタイ・ニヨム・ファニットの取締役員になるとともに1946年5月に元老院議員になり、1947年11月8日、タイ・クーデターにも関与、ピブーンの政界復帰に貢献した。議員は静かなるクーデターと仏暦2475年サヤーム王国憲法復活で元老院が一時解体される1951年まで所属した。また、1949年（仏暦2492年）11月11日から国有鉄道長官を2期務めた（～1951年6月30日、1959年9月11日）。1951年、陸軍大将。
1983年7月19日死去。バーンケーン区のプラスリマハタート寺院にて火葬式が行われた。

## 親族
ラッタナクル家はトンブリー王朝の代に王タークシンと同じく潮州より移住した華人で港湾監督官となった黄貴をルーツとする。その次男黄軍はラーマ2世の大臣として立てられ、タイ語姓ラッタナクルを称する。
最初の妻クンイン・イビラナクンは早くに先立たれ、プラパイと再婚。
子のアラーム・ラッタナクン・セーリールーンリットも軍人となり、1944年にナラーティワートラーチャナカリンと結婚（1950年離婚）、その娘にタットサナーワライ・ソーンソンクラーム。

## 栄典
- 1911年（仏暦2454年）  ラーマ6世ロイヤルサイファー章（タイ語版）
- 1921年（仏暦2468年）  ラーマ6世謁見記念章（タイ語版）（金）
- 1925年（仏暦2468年）  ラーマ7世即位記念章（銀）
- 1926年（仏暦2469年）  勲五等タイ王冠勲章
- 1931年（仏暦2474年）  勲五等白象勲章
- 1932年（仏暦2475年）  チャクラバティー・マラ記章（タイ語版）
- 1934年（仏暦2477年）  護憲者章（タイ語版）
- 1937年（仏暦2480年）  勲三等白象勲章
- 1939年（仏暦2482年）  勲二等白象勲章
- 1941年（仏暦2484年）  勲一等タイ王冠勲章
- 1950年（仏暦2493年）  勲一等白象勲章
- 1953年（仏暦2496年） 勲二特等チュラチョームクラーオ勲章
- 1954年（仏暦2497年）  2等ラーマ6世ロイヤルサイファー章（タイ語版）
- 1956年（仏暦2499年）  勲特等タイ王冠勲章